# Blessure par balle
 (janvier 2023).
La mise en forme du texte ne suit pas les recommandations de Wikipédia : il faut le « wikifier ».
Les points d'amélioration suivants sont les cas les plus fréquents. Le détail des points à revoir est peut-être précisé sur la page de discussion.
- Les titres sont pré-formatés par le logiciel. Ils ne sont ni en capitales, ni en gras.
- Le texte ne doit pas être écrit en capitales (les noms de famille non plus), ni en gras, ni en italique, ni en « petit »…
- Le gras n'est utilisé que pour surligner le titre de l'article dans l'introduction, une seule fois.
- L'italique est rarement utilisé : mots en langue étrangère, titres d'œuvres, noms de bateaux, etc.
- Les citations ne sont pas en italique mais en corps de texte normal. Elles sont entourées par des guillemets français : « et ».
- Les listes à puces sont à éviter, des paragraphes rédigés étant largement préférés. Les tableaux sont à réserver à la présentation de données structurées (résultats, etc.).
- Les appels de note de bas de page (petits chiffres en exposant, introduits par l'outil «  Source ») sont à placer entre la fin de phrase et le point final[comme ça].
- Les liens internes (vers d'autres articles de Wikipédia) sont à choisir avec parcimonie. Créez des liens vers des articles approfondissant le sujet. Les termes génériques sans rapport avec le sujet sont à éviter, ainsi que les répétitions de liens vers un même terme.
- Les liens externes sont à placer uniquement dans une section « Liens externes », à la fin de l'article. Ces liens sont à choisir avec parcimonie suivant les règles définies. Si un lien sert de source à l'article, son insertion dans le texte est à faire par les notes de bas de page.
- La présentation des références doit suivre les conventions bibliographiques. Il est recommandé d'utiliser les modèles {{Ouvrage}}, {{Chapitre}}, {{Article}}, {{Lien web}} et/ou {{Bibliographie}}. Le mode d'édition visuel peut mettre en forme automatiquement les références.
- Insérer une infobox (cadre d'informations à droite) n'est pas obligatoire pour parachever la mise en page.

Pour une aide détaillée, merci de consulter Aide:Wikification.
Si vous pensez que ces points ont été résolus, vous pouvez retirer ce bandeau et améliorer la mise en forme d'un autre article.
 Mise en garde médicale
Une blessure par balle est un traumatisme physique causé par une balle d'une arme à feu,. Les dommages peuvent inclure des saignements, des fractures, des dommages aux organes, une infection de la plaie, ou la perte de la capacité de bouger une partie du corps. Les dégâts dépendent de la partie du corps touchée, du chemin suivi par la balle à travers le corps, ainsi que du type et de la vitesse de la balle. Les complications à long terme peuvent inclure l'empoisonnement au plomb et le trouble de stress post-traumatique (SSPT),,.

## Facteurs de violence
Les facteurs qui déterminent les taux de violence par arme à feu varient selon les pays. Ces facteurs peuvent inclure le narcotrafic, la disponibilité d'armes à feu, l'abus de substances comme l'alcool, les problèmes de santé mentale, le contrôle plus ou moins grand des armes à feu et les tensions sociales et économiques,.
Les hommes jeunes sont surreprésentés à la fois chez les fauteurs et chez les victimes de violence par arme à feu. Là où les armes à feu sont plus facilement disponibles, les tentatives de suicide ont plus de probabilité de réussite, et les agressions de devenir des homicides.

## Soins
Avant de s'occuper du blessé, il convient de s'assurer que les lieux sont sûrs. Il faut ensuite procéder à l'arrêt des saignements majeurs, puis évaluer et soutenir les voies respiratoires et celles de la circulation sanguine (Procédure ABCDEF de traitement des urgences extrahospitalières).

## Prévention
Les lois sur les armes à feu, en particulier les vérifications des antécédents et les permis d'achat, réduisent le risque de décès par arme à feu. Un stockage plus sûr des armes à feu peut réduire le risque de décès liés aux armes à feu chez les enfants.

## Statistiques
En 2015, environ un million de blessures par balle ont été causées par des violences interpersonnelles.
En 2016, les armes à feu ont fait 251 000 morts dans le monde, contre 209 000 en 1990. Parmi ces décès, 161 000 (64 %) étaient le résultat d'une agression, 67 500 (27 %) étaient le résultat d'un suicide et 23 000 (9 %) étaient des accidents.
Aux États-Unis, les armes à feu ont fait environ 40 000 morts en 2017. Cela correspond à un taux de 3,5 meurtres pour 100 000 habitants. Le pays qui a le record, le Honduras, a un taux de 56 homicides pour 100 000 habitants. Aux États-Unis, une étude de 2016 indique que les coûts économiques dus aux blessures par balle ont été estimés à 140 milliards de dollars américains par an.
Certains pays, en raison de leur législation et d'un grand contrôle des armes, ne connaissent pratiquement pas de blessures par arme à feu, comme la Grande-Bretagne, le Japon, la Norvège ou la Corée du Sud.
Les décès liés aux armes à feu sont plus fréquents chez les hommes âgés de 20 à 24 ans.

### Décès par balles aux États-Unis
| Année | Décès par armes à feu | accidents | homicides | suicides | décès "indéterminés" | interventions légales (police), ou guerre |
| ----- | --------------------- | --------- | --------- | -------- | -------------------- | ----------------------------------------- |
| 2014  | 33 594                | 461       | 21 386    | 11 008   | 275                  | 464                                       |

Pour les jeunes américains de moins de 20 ans, les CDC américains indiquent qu'en 2022 les blessures par arme à feu sont la première cause de mortalité. 4 368 enfants et adolescents ont péri ainsi, alors les accidents de la route ont provoqué 4 036 décès. Les courbes des décès par balle et pas accident de la route se sont croisées en 2020.
Les blessures par balle mortelles sont pour les deux-tiers le résultat d'un homicide. 30% des décès sont dus à des suicides, 3% à des accidents, et 2% de circonstances inconnues. Les jeunes Afro-Américains ont quatre fois plus de risques d'être tués par arme à feu que les jeunes Blancs, dont le plus grand nombre de décès concerne les accidents de la route. Les jeunes Améridiens sont le deuxième groupe le plus touché par les décès par armes à feu. Les taux de décès par arme à feu les plus élevés sont situés dans la capitale américaine Washington, puis la Louisiane et l'Alaska.

### Décès par balles en France
En 2022, la France compte environ 1 500 à 1 700 morts par armes à feu chaque année. Environ 2% des morts sont des accidents, 9% des homicides et 78% des suicides.
| Année | décès par armes à feu | hommes | femmes | accidents | homicides | suicides | décès "indéterminés" |
| ----- | --------------------- | ------ | ------ | --------- | --------- | -------- | -------------------- |
| 2005  | 2187                  | 2010   | 177    | 50        | 148       | 1671     | 318                  |
| 2010  | 1793                  | 1663   | 130    | 35        | 165       | 1393     | 200                  |
| 2014  | 1594                  | 1486   | 108    | 24        | 89        | 1102     | 379                  |

## Gravité des blessures selon les armes
D'après le spécialiste Vincent Laforge, urgentiste à Marseille, les blessures par balles sont très graves dans les trois-quarts des cas : 90% des suicides par arme à feu et 70 à 75% des homicides par balles conduisent à la mort. Selon Vincent Laforge, les armes à feu causant les blessures les plus graves sont celles maniées par des tireurs compétents, même s'il est vrai qu'il est plus difficile de manquer la cible avec une Kalachnikov qui tire en rafale qu'avec un revolver. Le spécialiste estime que l'arme la plus meurtrière est le fusil de chasse utilisé à une distance inférieure à 30 mètres : un fusil envoie 33 grammes de plomb contre 8 grammes pour une balle de Kalachnikov. Une seule chevrotine peut tuer une personne.

## Formation
Le spécialiste Vincent Laforge signale que les médecins chirurgiens ont besoin d'une formation minimale pour soigner les blessures par balles : il faut notamment savoir que le fusil de chasse envoie aussi des morceaux de plastique qui sont une source d'infection et doivent être retirés de la blessure. Selon l'expert, il faudrait former tous les intervenants, voire le public : par exemple, la mise en place d'un garrot peut sauver le blessé, car la mort survient généralement par hémorragie, qu'il est indispensable de stopper. Il peut être également utile de se servir de pansements hémostatiques, de ceintures pelviennes, etc.

## LBD
Concernant les LBD 40 millimètres, une munition en caoutchouc, les balles sont conçues pour ne pas pénétrer dans le corps, mais un impact au niveau des yeux peut provoquer l'explosion du globe oculaire. Ce type de balle peut également provoquer des lésions dentaires ou de très gros hématomes.